# 平戸橋町
平戸橋町（ひらとばしちょう）は、愛知県豊田市の地名。

## 地理

### 河川・池沼
- 矢作川

## 歴史

### 人口の変遷
国勢調査による人口および世帯数の推移。
| 1995年（平成7年）  | 1020世帯 3343人 |  |
| 2000年（平成12年） | 1070世帯 3331人 |  |
| 2005年（平成17年） | 1336世帯 3627人 |  |
| 2010年（平成22年） | 1506世帯 3906人 |  |
| 2015年（平成27年） | 1553世帯 3849人 |  |
| 2020年（令和2年）  | 1731世帯 4156人 |  |

### 沿革
- 1957年（昭和32年） - 西加茂郡猿投町大字石下瀬の一部により、同町大字平戸橋が成立[1]。
- 1967年（昭和42年） - 豊田市大字平戸橋となる[1]。
- 1970年（昭和45年） - 平戸橋町が大字平戸橋および大字越戸の一部により成立[1]。大字平戸橋は平戸橋町に編入され、消滅[1]。
- 1976年（昭和51年） - 杜若高等学校が設置[1]。
- 1985年（昭和60年） - さなげ古窯本多記念館・陶芸資料館・民芸館が設置[1]。

## 交通
- 国道153号
- 愛知県道58号名古屋豊田線
- 愛知県道11号豊田明智線
- 愛知県道340号細川豊田線
- 名鉄三河線平戸橋駅

- 県道58号名古屋豊田線
- 平戸橋（県道340号細川豊田線）
- 名鉄平戸橋駅

## 施設
- 阿弥陀院
- 平戸橋いこいの広場
- 豊田平戸橋郵便局
- 豊田市「民芸の森」
- 豊田市民芸館
  - 旧井上家住宅西洋館
- 中部電力愛知水力センター
- 中部電力越戸水力発電所
- 波岩神社
- 枝下川神社
- 杜若高等学校
- 矢作川漁業協同組合
- 前田公園

- 阿弥陀院
- 前田公園
- 民芸の森
- 豊田市民芸館
- 枝下川神社

### WEB
1. ↑  “愛知県豊田市の町丁・字一覧”.   人口統計ラボ. 2024年2月26日閲覧。
2. 1 2  総務省統計局 (2022年2月10日). “令和2年国勢調査の調査結果(e-Stat) - 男女別人口，外国人人口及び世帯数－町丁・字等” (CSV). 2023年8月2日閲覧。
3. ↑  “読み仮名データの促音・拗音を小書きで表記するもの(zip形式) 愛知県” (zip).   日本郵便 (2024年2月29日). 2024年3月26日閲覧。
4. ↑  “市外局番の一覧” (PDF).   総務省 (2022年3月1日). 2022年3月22日閲覧。
5. ↑  “ナンバープレートについて”.   一般社団法人愛知県自動車会議所. 2024年1月21日閲覧。
6. ↑  総務省統計局 (2014年3月28日). “平成7年国勢調査の調査結果(e-Stat) - 男女別人口及び世帯数 －町丁・字等” (CSV). 2021年7月20日閲覧。
7. ↑  総務省統計局 (2014年5月30日). “平成12年国勢調査の調査結果(e-Stat) - 男女別人口及び世帯数 －町丁・字等” (CSV). 2021年7月20日閲覧。
8. ↑  総務省統計局 (2014年6月27日). “平成17年国勢調査の調査結果(e-Stat) - 男女別人口及び世帯数 －町丁・字等” (CSV). 2021年7月21日閲覧。
9. ↑  総務省統計局 (2012年1月20日). “平成22年国勢調査の調査結果(e-Stat) - 男女別人口及び世帯数 －町丁・字等” (CSV). 2021年7月21日閲覧。
10. ↑  総務省統計局 (2017年1月27日). “平成27年国勢調査の調査結果(e-Stat) - 男女別人口及び世帯数 －町丁・字等” (CSV). 2021年7月21日閲覧。

### 書籍
1. 1 2 3 4 5 6  「角川日本地名大辞典」編纂委員会 1989, p. 1145.